# Roman Rutkowski (żeglarz)
Roman Rutkowski (ur. 28 maja 1946 w Szczecinie) – polski żeglarz, trener, olimpijczyk z Monachium 1972.
Jako zawodnik reprezentował stołeczne kluby: MKS-SWOS, AZS Warszawa. 
Na mistrzostwach świata w roku 1969 we włoskiej Riva del Garda zdobył tytuł wicemistrza świata w klasie Tempest. W roku 1972 podczas mistrzostw rozgrywanych we francuskim La Rochelle zdobył srebrny medal w tej klasie.
Na igrzyskach olimpijskich w roku 1972 w Kilonii, gdzie były rozgrywane konkurencje żeglarskie, wystartował w klasie Tempest (partnerem był Tomasz Holc). Polska osada zajęła 12. miejsce.